# 希瑟·哈廷
希瑟·哈廷（英語：Heather Hattin，1961年5月15日—），加拿大女子赛艇运动员。她曾代表加拿大参加1983年泛美运动会赛艇比赛，获得一枚银牌。她也曾参加1988年夏季奥林匹克运动会。